# Saint-Georges-Lagricol
Saint-Georges-Lagricol ist eine französische Gemeinde mit 523 Einwohnern (Stand: 1. Januar 2022) im Département Haute-Loire in der Region Auvergne-Rhône-Alpes. Sie gehört zum Arrondissement Le Puy-en-Velay sowie zum Kanton Plateau du Haut-Velay granitique.

## Geographie
Saint-Georges-Lagricol liegt etwa 25 Kilometer nördlich von Le Puy-en-Velay in der Naturlandschaft Emblavès (auch Emblavez geschrieben).

### Nachbargemeinden
Die Nachbargemeinden von Saint-Georges-Lagricol sind Craponne-sur-Arzon im Norden und Westen, Usson-en-Forez im Nordosten, Saint-Julien-d’Ance im Osten, Saint-Pierre-du-Champ im Süden, Chomelix im Südwesten sowie Beaune-sur-Arzon im Westen und Südwesten.

## Bevölkerungsentwicklung
| Jahr                       | 1962 | 1968 | 1975 | 1982 | 1990 | 1999 | 2006 | 2011 | 2017 |
| Einwohner                  | 536  | 446  | 447  | 411  | 400  | 411  | 449  | 500  | 527  |
| Quellen: Cassini und INSEE |      |      |      |      |      |      |      |      |      |

## Sehenswürdigkeiten
- Kirche Saint-Georges aus dem 12. Jahrhundert, spätere An- und Umbauten, Monument historique seit 1992
- Kapelle Saint-François-Régis in Suc

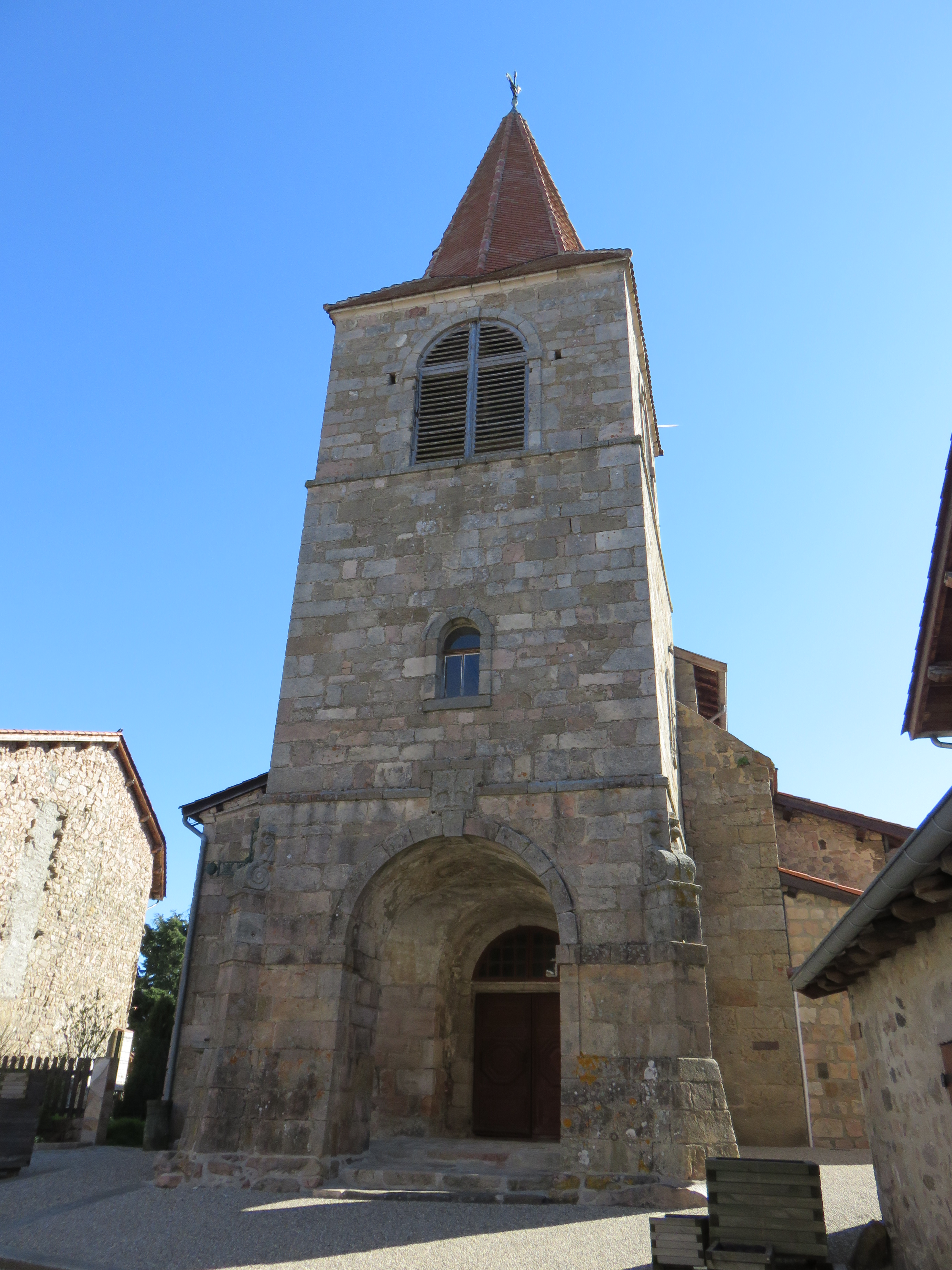
Kirche Saint-Georges